# Pura López Colomé
Pura López Colomé (Ciudad de México, 6 de noviembre de 1952) es una poeta y traductora mexicana. Ha colaborado en diversas revistas y suplementos culturales con poesía, ensayos y traducciones de poesía y prosa del inglés.

## Reseña biográfica
Pura López Colomé nació el 6 de noviembre de 1952 en la Ciudad de México. La mayor parte de su infancia la vivió entre el Distrito Federal y Mérida, capital del estado de Yucatán, de donde es originaria su familia.
A los doce años, tras la pérdida de su madre, se le envió a un internado católico de monjas benedictinas ubicado en Dakota del Sur, Estados Unidos. El internado contaba con una biblioteca la cual le ofrecía un gran repertorio. Gracias a la religiosa que le impartía la clase de inglés comenzó a interesarse por la poesía, principalmente la irlandesa, y la poesía en general. En el internado escribió sus primeros poemas y tradujo a Emily Dickinson, W.B. Yeats y a Patrick Kavanagh.
Cuando regresó a México, después de un periodo de trabajo como maestra de idiomas en Berlitz, estudió la licenciatura en Letras Hispánicas e Hispanoamericanas en la Universidad Nacional Autónoma de México (UNAM). También fue secretaria de la redacción del suplemento sábado del periódico unomásuno durante varios años, bajo la dirección de Huberto Batis.
Maestros como Huberto Batis, Antonio Alatorre, Salvador Elizondo, César Rodríguez Chicharro y Ernesto Mejía Sánchez, la motivaron a no cambiar de dirección. Después llevó las materias correspondientes a la maestría y al doctorado, luego se alejó de la Academia para dedicarse totalmente a escribir poesía y ensayo, y a traducir poesía. Contrajo matrimonio con el bioquímico, catedrático, académico e investigador mexicano Alberto Darszon Israel. Pura López Colomé es miembro del Sistema Nacional de Creadores de Arte.
En 1977 obtuvo el Premio Nacional Alfonso Reyes de ensayo por Diálogo socrático en Alfonso Reyes. En 1992 obtuvo el Premio Nacional de Traducción de Poesía por Isla de las estaciones, de Seamus Heaney y en 2007 compartió el Premio Xavier Villaurrutia con Elsa Cross, por Santo y seña.

## Estilo
Pura López Colomé tiene una relación muy singular y rigurosa con el lenguaje ya que sus poemas requieren una lectura muy atenta y exigente. La poesía atraviesa de pies a cabeza a esta poeta mexicana. 
El lenguaje es el instrumento adecuado para indagar y escudriñar recuerdos, revivir vivencias que han quedado en la mente de la poeta atrapados en el silencio. Así la palabra se vuelve música.

## Obras
- El sueño del cazador (México: Cuarto Menguante, 1985.)
- Un cristal en otro (México: Ediciones Toledo, 1990.)
- Aurora (México: Ediciones del Equilibrista, 1994.)
- Intemperie (San Luis Potosí: Ediciones Sin Nombre (Cuadernos de la salamandra) / Juan Pablos Editor / Ponciano Arriaga (Cuadernos de la Salamandra), 1997.)
- Santo y Seña (México: Fondo de Cultura Económica, 2007.)
- Reliquia (México: Consejo Nacional para la Cultura y las Artes / Ediciones Sin Nombre, 2008.)
- Por si acaso no (México: Parentalia ediciones (Fervores), 2010.)
- Poemas reunidos. 1985-2012(México: Consejo Nacional para la Cultura y las Artes (Práctica Mortal), 2013.)[5][7]

## Traducciones
Tres selecciones de su poesía se han traducido al inglés: No Shelter (Graywolf Press, 2002, USA, en traducción de Forrest Gander), Mother Tongue (Arlen House, 2006, Irlanda, en traducción de Lorna Shaughnessy) y Aurora (Shearsman Books, 2007, Reino Unido, en traducción de Jason Stumpf). Ha traducido a muchos autores. Entre los que más reconocidos están, Seamus Heaney, Hilda Doolittle, Robert Hass y Breyten Breytenbach.